# Der brave Soldat Schwejk (1957)
Der brave Soldat Schwejk (Originaltitel Dobrý voják Švejk) ist ein tschechoslowakischer Spielfilm aus dem Jahr 1957 von Regisseur Karel Steklý. Der Film gilt als eine der bekanntesten Verfilmungen von Jaroslav Hašeks satirischem Roman Die Abenteuer des braven Soldaten Schwejk. Die Produktion besteht aus den beiden Teilen Der brave Soldat Schwejk in Prag und „Melde gehorsamst …“ Der brave Soldat Schwejk.

## Handlung
Der Prager Hundefänger Josef Schwejk ist berühmt für seine scheinbare Naivität und seine bauernschlauen Tricks. Nach dem Attentat von Sarajevo 1914 gerät Schwejk in die Fänge von Polizei und Militär, wird wegen Majestätsbeleidigung und anderer Vorwürfe verhaftet und landet schließlich in der Irrenanstalt, da man ihm geistige Unzurechnungsfähigkeit unterstellt. Weder Gefängnis noch Irrenanstalt oder der Kriegsdienst können Schwejk jedoch wirklich brechen. Mit seiner einzigartigen Mischung aus Dummheit, Schläue und Charme entkommt er immer wieder den widrigsten Umständen und stellt dabei die Absurdität von Bürokratie, Militär und Krieg auf satirische Weise bloß.
Die Geschichte erzählt, wie Schwejk zum Offiziersburschen wird, sich mit Feldkurat Katz anfreundet, später an Oberleutnant Lukáš verspielt wird und immer wieder in haarsträubende Situationen gerät, aus denen er sich durch seine besondere Art zu retten weiß.

## Produktion
Gedreht wurde der Film im Barrandov-Studio in Prag, Tschechoslowakei. Karel Steklý führte nicht nur Regie, sondern schrieb auch das Drehbuch. Die Kameraarbeit übernahm Rudolf Stahl. Der Film ist in Farbe gedreht und besteht aus zwei Teilen mit einer Gesamtdauer von etwa 193 Minuten. 

## Synchronisation
Die westdeutsche Fassung aus dem Jahr 1970 trägt den Titel Mir stinkt's... und der Herr Hauptmann auch und ist ab 6 Jahren freigegeben. Das Dialogbuch schrieb Conrad von Molo, der auch die Regie bei den Sprachaufnahmen übernahm. Die DEFA-Synchronisation übernahmen Wolfgang Krüger (Dialogbuch) und Lisa Honigmann (Dialogregie).
| Darsteller           | Rolle                  | Sprecher West     | Sprecher DEFA Fassung |
| -------------------- | ---------------------- | ----------------- | --------------------- |
| Rudolf Hrušínský     | Josef Schwejk          | Eduard Linkers    | Rudolf Wessely        |
| Miloš Kopecký        | Feldkurat Katz         | Karl Walter Diess | Emil Stöhr            |
| Svatopluk Beneš      | Oberleutnant Lukáš     | Bert Fortell      | n.n.                  |
| Eva Svobodová        | Frau Müllerová         | Fee von Reichlin  | n.n.                  |
| František Filipovský | Detektiv Bretschneider | Hans Baur         | n.n.                  |

## Rezeption
Der Film wurde von Kritikern als gelungene Romanadaption gelobt. Rudolf Hrušínský in der Hauptrolle gilt als besonders überzeugend, und der Film setzt die absurden und komischen Elemente der Vorlage gekonnt in Szene. Die Verfilmung wurde mehrfach im Fernsehen gezeigt und ist in verschiedenen Versionen, darunter einer digital restaurierten Fassung von 2016, verfügbar.